# Maraton w Chicago
Maraton w Chicago (Chicago Marathon) – impreza biegowa rozgrywana na tradycyjnym dystansie 42,195 km w Chicago. Pierwsza edycja zawodów odbyła się w 1977 roku. Obecnie maraton znajduje się w kalendarzu IAAF i posiada najwyższą kategorię dla tego typu imprez – IAAF Gold Label Road Races.